# NGC 2707
NGC 2707 – gwiazda znajdująca się w gwiazdozbiorze Hydry. Zaobserwował ją Wilhelm Tempel w 1876 roku i błędnie sklasyfikował jako obiekt typu „mgławicowego”.